# Terminator (ścieżka dźwiękowa)
The Terminator – płyta zawierająca ścieżkę dźwiękową do głośnego filmu o tym samym tytule z 1984 roku w reżyserii Jamesa Camerona. Była wydana dwukrotnie – w 1984 i 1994 roku. Głównym autorem (kompozytorem i zarazem wykonawcą) muzyki obydwu wydań był amerykański instrumentalista Brad Fiedel. Wydawcą zarówno pierwszej jak i drugiej edycji płyty była niemiecka wytwórnia „edel”.

## Edycja 1984
Pierwsze wydanie płyty ukazało się 26 października 1984 roku na fali olbrzymiego sukcesu filmu. Zawierało 11 utworów – głównych tematów instrumentalnych filmu w wykonaniu Brada Fidela oraz kilka utworów innych wykonawców, których można usłyszeć w filmie. Byli to: Tané McClure (występująca jako Tahnee Cain) z grupą Tryanglz, australijska piosenkarka Lin Van Hek z grupą 16 mm i amerykański muzyk rockowy Jay Ferguson.

### Lista utworów
1. „The Terminator Theme” (Brad Fiedel) – 4:30
2. „Terminator Arrival” (Brad Fiedel) – 3:00
3. „Tunnel Chase” (Brad Fiedel) – 2:50
4. „Love Scene” (Brad Fiedel) – 1:15
5. „Future Remembered” (Brad Fiedel) – 2:40
6. „Factory Chase” (Brad Fiedel) – 3:50
7. „You Can't Do That” (Tahnee Cain & Tryanglz) – 3:25
8. „Burnin' in the Third Degree” (Cain & Tryanglz) – 3:38
9. „Pictures of You” (Jay Ferguson & 16mm) – 3:58
10. „Photoplay” (Cain & Tryanglz) – 3:30
11. „Intimacy” (Lin Van Hek) – 3:40

## Edycja 1994
Pierwszy album nie był kompletną ścieżką dźwiękową filmu. Zabrakło na nim kilku utworów instrumentalnych Brada Fidela. Dziesięć lat po jego premierze, wytwórnia „edel” zaprezentowała kolejną edycję płyty pod tytułem „The Terminator. The definite edition”. Tym razem na płycie znalazły się wszystkie aranżacje instrumentalne Fiedela (i tylko jego), łącznie z muzycznym tematem tytułowym sequela filmu z 1991 roku (Terminator 2: Dzień sądu). Album zawierał na okładce dopisek: „Complete motion picture score”, jednak na płycie nie znalazły się piosenki innych wykonawców, zamieszczonych na wydaniu z 1984. Album ukazał się 22 czerwca 1994 roku.

### Lista utworów
1. „Theme from „The Terminator” – 4:13
2. „The Terminator” Main Title” – 2:14
3. „The Terminator's Arrival” – 4:53
4. „Reese Chased” – 3:47
5. „Sarah on Her Motorbike” – 0:35
6. „Gun Shop/Reese in Alley” – 1:27
7. „Sarah in the Bar” – 1:49
8. „Tech Noir/Alley Chase” – 6:49
9. „Garage Chase” – 6:49
10. „Arm & Eye Surgery” – 3:23
11. „Police Station/Escape from Police Station” – 4:47
12. „Future Flashback/Terminator Infiltration” – 4:18
13. „Conversation by the Window/Love Scene” – 3:45
14. „Tunnel Chase” – 3:54
15. „Death By Fire/Terminator Gets Up” – 3:11
16. „Factory Chase” – 3:54
17. „Reese's Death/Terminator Sits Up/„You're Terminated!” – 3:26
18. „Sarah's Destiny/The Coming Storm” – 3:06
19. „Theme From „The Terminator”” (JUDGEMENT DAY ReMix)” – 4:43

## O płycie
Seria „Terminator” wrosła w pamięć fanów przede wszystkim dzięki chłodnie brzmiącym syntezatorom, idealnie odwzorowującym złowieszcze maszyny [...] muzyka do pierwszego filmu, to przede wszystkim niezwykły klimat. Już pierwsza ścieżka na krążku, słynny motyw przewodni wprowadza nas w ową atmosferę charakterystycznymi, złowieszczymi uderzeniami, które z czasem narastają. [...] uwagę słuchacza zwraca mroczny podkład, odzwierciedlający czające się wokół niebezpieczeństwo w postaci śmiercionośnej maszyny. Co jakiś czas jest on wzbogacany przez szeroką paletę improwizacji na syntezatorach.

„Terminator – The Definitive Edition” to z pewnością interesująca pozycja dla entuzjastów muzyki filmowej, pozwalająca w pełni przeżyć ścieżkę dźwiękową do filmu Camerona. Ze względu na mnogość użytych syntezatorów, które są już właściwie symbolem tamtego okresu, płyta brzmi dziś może nieco archaiczne. A i materiał na niej zawarty będzie w stanie znużyć nie jednego słuchacza, oferując dość surowe i jednolite brzmienie. Brad Fiedel stworzył tu idealne, muzyczne odwzorowanie dzieła Camerona, które momentalnie przywołuje klimat i sceny z filmu. Jest to coś, co stanowi jedną z podstawowych cech muzyki filmowej i pod tym względem jest to majstersztyk. [...] Z jednej strony muzyka Fiedela znakomicie sprawdza się w filmie, a fani Terminatora, dla których każdy fragment muzyczny od razu przywołuje w pamięci odpowiadającą mu scenę, słuchając płyty z pewnością będą usatysfakcjonowani. Z drugiej strony dla każdego nie-fana album ten to nieciekawa, elektroniczna tapeta, brzmieniowo kojarząca się pewnie ze starymi grami na Commodore czy Amigę. Bo też elektronika Fiedela momentami jest właśnie aż nadmiernie... elektroniczna.